# Valter Drandić
Valter Drandić (Pula, 7. kolovoza 1956.) hrvatski je političar. Član je Europskog odbora regija i Skupštine Istarske županije.

## Životopis
Završio je tehničku školu te studij ekonomije i turizma u Puli. Stručne ispite za stručnog suradnika za informatiku i za organizatora automatske obrade podataka položio je pri Republičkom komitetu za znanost, tehnologiju i informatiku u Zagrebu.
Odlukama Vlade Republike Hrvatske i Vijeća Europske unije[nedostaje izvor] imenovan je članom Europskog odbora regija u mandatima 2020. – 2025. i 2025. – 2030.
Sedam puta je izabran za člana Skupštine Istarske županije (1993.,1997., 2009., 2013., 2017., 2021. i 2025.), a 2013. i 2017. izabran je za predsjednika Skupštine. 
Od 1996. do 2000. obnašao je dužnost podžupana Istarske županije. 
Godine 1997. izabran je za zastupnika Županijskog doma Hrvatskog državnog sabora.
Od 2000. do 2008. godine, u dva mandata, izabran je za zastupnika u Hrvatskom saboru, gdje je obavljao dužnost predsjednika Odbora za turizam i predsjednika Izvršnog odbora Nacionalne grupe Hrvatskog sabora pri Interparlamentarnoj uniji. Bio je i član Nacionalnog odbora za praćenje postupka pridruživanja Republike Hrvatske Europskoj uniji, Izaslanstva Hrvatskoga sabora u Zajedničkom parlamentarnom odboru RH-EU, Odbora za europske integracije i Odbora za međuparlamentarnu suradnju te predsjednik Grupe hrvatsko-talijanskog prijateljstva Hrvatskog sabora. 
Gradonačelnik Grada Pule od lipnja 2005. do lipnja 2006.
Od 2013. do 2021. bio je član Predsjedništva Istarskog demokratskog sabora, u kojem je obnašao i dužnosti predsjednika Gradske podružnice IDS-a Pula (1995. – 1997. i 2002. – 2006.), potpredsjednika IDS-a (1997. – 1999. i 2006. – 2010.), glavnog tajnika IDS-a (1999. – 2002.) i predsjednika Savjeta IDS-a (2002. – 2006.).
Od 2001. – 2005. zamjenik je predsjednika Hrvatske vatrogasne zajednice, od 2005. – 2013. potpredsjednik Hrvatske vatrogasne zajednice te od 2013. član Predsjedništva Hrvatske vatrogasne zajednice.
Nosioc je odlikovanja Predsjednika Republike Hrvatske reda hrvatskog pletera i Spomenice domovinskog rata, odlikovanja Predsjednika Talijanske Republike Ufficiale dell'Ordine della Stella d'Italia, Vatrogasnog odlikovanja za posebne zasluge i Povelje Gjure S. Deželića za životno djelo Hrvatske vatrogasne zajednice. 